# Wasserkraftwerk Niquía
Das Wasserkraftwerk Niquía (span. Central hidroeléctrica Niquía) befindet sich nahe der Großstadt Medellín im zentralen Norden Kolumbiens im Departamento de Antioquia.
Das Wasserkraftwerk befindet sich in der kolumbianischen Zentralkordillere bei Bello, einem nördlichen Vorort von Medellín, am Nordhang des Flusstals des Río Medellín, dem Valle de Aburrá. Das im Jahr 1993 in Betrieb genommene Kraftwerk verfügt über eine Einheit mit einer vertikal gerichteten 19 MW-Pelton-Turbine mit 5 Düsen. Für zwei künftige Kraftwerkseinheiten wurden Vorarbeiten gemacht. Das Kraftwerk wird vom Stausee Riogrande II, welcher am Fluss Río Grande liegt, mit Wasser versorgt. Dieses gelangt über eine 16,4 km lange Rohrleitung zum Kraftwerk. Die Brutto-Fallhöhe beträgt 420,5 m. Die Ausbauwassermenge liegt bei 6,09 m³/s. Unterhalb des Kraftwerks wird das Wasser über eine 4,1 km lange Rohrleitung (Durchmesser 1,6 m) nach Süden, den Fluss Rìo Medellín überquerend, zum Wasserwerk Manantiales geleitet. Dieses ist für die Trinkwasserversorgung von Medellín zuständig.